# Partido celebración de la UEFA
El Partido celebración de la UEFA (en inglés: UEFA Celebration Match) fue un encuentro de fútbol que se disputó el 13 de marzo de 2007, entre el Manchester United Football Club de Inglaterra y el combinado continental Europe XI en el Estadio Old Trafford de Mánchester, Reino Unido. Sirvió para celebrar tanto el quincuagésimo aniversario de la firma de los Tratados de Roma, que estableció la columna vertebral de la Unión Europea, y el quincuagésimo aniversario de la primera participación del Manchester United en competiciones europeas. El conjunto de Europa XI fue dirigido por el director técnico italiano Marcello Lippi, campeón de la Copa del Mundo. El partido fue televisado en vivo por BBC Three en el Reino Unido y también transmitido en vivo a través de la página web de la BBC. Las 1.2 millones de libras esterlinas recaudadas se destinaron a la Manchester United Foundation. El partido fue dirigido por el árbitro alemán Markus Merk.

## Partido
| 29    | POR   | Tomasz Kuszczak   | 45' |
| 2     | DEF   | Gary Neville      | 45' |
| 6     | DEF   | Wes Brown         |     |
| 4     | DEF   | Gabriel Heinze    |     |
| 23    | DEF   | Kieran Richardson |     |
| 7     | MED   | Cristiano Ronaldo | 45' |
| 18    | MED   | Paul Scholes      |     |
| 11    | MED   | Ryan Giggs        | 45' |
| 13    | MED   | Park Ji-Sung      |     |
| 8     | DEL   | Wayne Rooney      | 45' |
| 14    | DEL   | Alan Smith        | 72' |
| D. T. | D. T. | Alex Ferguson     |     |

| 1     | POR   | Santiago Cañizares | 45' |
| 11    | DEF   | Gianluca Zambrotta | 64' |
| 4     | DEF   | Roberto Ayala      | 45' |
| 23    | DEF   | Marco Materazzi    | 45' |
| 20    | DEF   | Éric Abidal        | 45' |
| 30    | MED   | Mancini            | 45' |
| 21    | MED   | Andrea Pirlo       | 45' |
| 18    | MED   | Gennaro Gattuso    | 45' |
| 14    | MED   | Florent Malouda    | 45' |
| 10    | DEL   | Zlatan Ibrahimović | 45' |
| 17    | DEL   | Henrik Larsson     | 64' |
| D. T. | D. T. | Marcello Lippi     |     |

| 38 | POR | Tom Heaton      | 45' |
| 22 | DEF | John O'Shea     | 45' |
| 16 | MED | Michael Carrick | 45' |
| 33 | MED | Chris Eagles    | 45' |
| 9  | DEL | Andrew Cole     | 45' |
| 21 | DEL | Dong Fangzhuo   | 72' |

| 12 | POR | Grégory Coupet         | 45' |
| 3  | DEF | Dejan Stefanović       | 45' |
| 5  | DEF | Philippe Christanval   | 45' |
| 15 | DEF | Jamie Carragher        | 45' |
| 6  | MED | Kim Källström          | 45' |
| 7  | MED | Stelios Giannakopoulos | 45' |
| 8  | MED | Steven Gerrard         | 45' |
| 32 | MED | Boudewijn Zenden       | 45' |
| 19 | DEL | El Hadji Diouf         | 45' |
| 2  | DEF | Iván Campo             | 64' |
| 9  | DEL | Robbie Fowler          | 64' |

| Anotado | 6'  | Wayne Rooney      |
| Anotado | 9'  | Wes Brown         |
| Anotado | 35' | Cristiano Ronaldo |
| Anotado | 43' | Wayne Rooney      |

| Anotado         | 23' | Florent Malouda |
| Anotado         | 52' | El Hadji Diouf  |
| Anotado · Penal | 88' | El Hadji Diouf  |

| Árbitro             | Markus Merk         |
| Árbitros asistentes | Alessandro Griselli |
| Árbitros asistentes | Mark Simons         |
| Cuarto árbitro      | Howard Webb         |

| 29    | POR   | Tomasz Kuszczak   | 45' |
| 2     | DEF   | Gary Neville      | 45' |
| 6     | DEF   | Wes Brown         |     |
| 4     | DEF   | Gabriel Heinze    |     |
| 23    | DEF   | Kieran Richardson |     |
| 7     | MED   | Cristiano Ronaldo | 45' |
| 18    | MED   | Paul Scholes      |     |
| 11    | MED   | Ryan Giggs        | 45' |
| 13    | MED   | Park Ji-Sung      |     |
| 8     | DEL   | Wayne Rooney      | 45' |
| 14    | DEL   | Alan Smith        | 72' |
| D. T. | D. T. | Alex Ferguson     |     |

| 1     | POR   | Santiago Cañizares | 45' |
| 11    | DEF   | Gianluca Zambrotta | 64' |
| 4     | DEF   | Roberto Ayala      | 45' |
| 23    | DEF   | Marco Materazzi    | 45' |
| 20    | DEF   | Éric Abidal        | 45' |
| 30    | MED   | Mancini            | 45' |
| 21    | MED   | Andrea Pirlo       | 45' |
| 18    | MED   | Gennaro Gattuso    | 45' |
| 14    | MED   | Florent Malouda    | 45' |
| 10    | DEL   | Zlatan Ibrahimović | 45' |
| 17    | DEL   | Henrik Larsson     | 64' |
| D. T. | D. T. | Marcello Lippi     |     |

| 38 | POR | Tom Heaton      | 45' |
| 22 | DEF | John O'Shea     | 45' |
| 16 | MED | Michael Carrick | 45' |
| 33 | MED | Chris Eagles    | 45' |
| 9  | DEL | Andrew Cole     | 45' |
| 21 | DEL | Dong Fangzhuo   | 72' |

| 12 | POR | Grégory Coupet         | 45' |
| 3  | DEF | Dejan Stefanović       | 45' |
| 5  | DEF | Philippe Christanval   | 45' |
| 15 | DEF | Jamie Carragher        | 45' |
| 6  | MED | Kim Källström          | 45' |
| 7  | MED | Stelios Giannakopoulos | 45' |
| 8  | MED | Steven Gerrard         | 45' |
| 32 | MED | Boudewijn Zenden       | 45' |
| 19 | DEL | El Hadji Diouf         | 45' |
| 2  | DEF | Iván Campo             | 64' |
| 9  | DEL | Robbie Fowler          | 64' |

| Anotado | 6'  | Wayne Rooney      |
| Anotado | 9'  | Wes Brown         |
| Anotado | 35' | Cristiano Ronaldo |
| Anotado | 43' | Wayne Rooney      |

| Anotado         | 23' | Florent Malouda |
| Anotado         | 52' | El Hadji Diouf  |
| Anotado · Penal | 88' | El Hadji Diouf  |

| Árbitro             | Markus Merk         |
| Árbitros asistentes | Alessandro Griselli |
| Árbitros asistentes | Mark Simons         |
| Cuarto árbitro      | Howard Webb         |